# Berenguer de Pau
Berenguer de Pau (? - Nàpols, 5 de novembre de 1506) fou bisbe de Girona del mateix llinatge del mateix bisbe Bernat de Pau. Prengué possessió del càrrec el 3 de febrer de 1486 i el 5 de setembre de 1492 foren traslladades amb autoritat apostòlica, les religioses cistercenques del monestir de Sant Feliu de Cadins de la parròquia de Cabanes (Alt Empordà) a l'església del Mercadal d'aquesta ciutat on s'afegí al costat d'aquesta església el seu monestir. Havent estat bisbe durant vint anys marxà a la ciutat de Nàpols amb el rei Ferran el Catòlic on morí.